# Немецкий идеализм

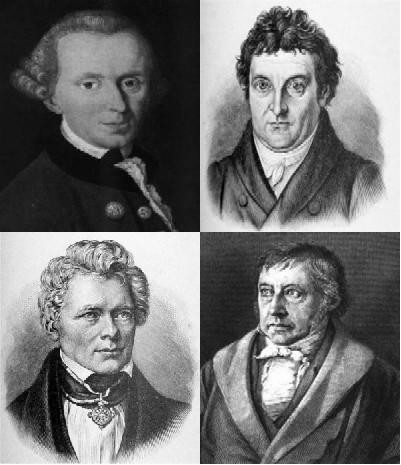
Философы немецкого идеализма. Кант (вверху слева), Фихте (вверху справа), Шеллинг (внизу слева), Гегель (внизу справа)

Неме́цкий идеали́зм, или неме́цкая класси́ческая филосо́фия — этап развития немецкой философии XVIII—XIX веков, представленный учениями И. Канта, И. Фихте, Ф. Шеллинга и Г. Гегеля. В советской философской литературе понятие немецкая классическая философия включало также философское учение Л. Фейербаха.

## Определение
В русской философской литературе распространён термин неме́цкая класси́ческая филосо́фия. В немецкоязычной и англоязычной литературе принято выделять неме́цкий класси́ческий идеали́зм или неме́цкий идеали́зм (нем. Deutscher Idealismus). Сами немецкие философы ассоциировали свои теории с тем или иным видом идеализма:
- трансцендентальный идеализм Канта, фактически, дуализм,
- субъективный идеализм Фихте,
- объективный идеализм Шеллинга,
- абсолютный идеализм Гегеля[1].

Основное различие между этими четырьмя видами идеализма может выясниться по отношению к главному вопросу о реальности внешнего мира. По Канту, этот мир не только существует, но и обладает полнотою содержания, которое, однако, по необходимости остается для нас неведомым. У Фихте внешняя реальность превращается в бессознательную границу, толкающую трансцендентальный субъект, или «Я», к постепенному созиданию своего, вполне идеального, мира. У Шеллинга эта внешняя граница вбирается внутрь или понимается как темная первооснова (Urgrund и Ungrund) в самой творческой субстанции, которая не есть ни субъект, ни объект, а тождество обоих. Наконец, у Гегеля упраздняется последний остаток внешней реальности, и всемирный процесс, вне которого нет ничего, понимается как безусловно имманентное диалектическое самораскрытие абсолютной идеи.
В марксистской традиции вместе с названными философскими концепциями рассматривалось и материалистическое учение Л. Фейербаха, основанием чего послужили произведения К. Маркса и Ф. Энгельса, в частности работа «Людвиг Фейербах и конец классической немецкой философии» (нем. Ludwig Feuerbach und der Ausgang der klassischen deutschen Philosophie, 1886).
Во французской традиции считается, что существенный вклад в немецкую классическую философию внесли также такие философы, как оппонент Мендельсона и Канта Якоби, Рейнгольд и Шлейермахер.
В понятия «немецкая классическая философия» или «немецкий идеализм» сами немцы никогда не включают философские труды авторов «Бури и натиска», особенно таких, как Иоганн Вольфганг Гёте и Фридрих Шиллер несмотря на крайнюю близость их воззрений классикам. Не включаются в понятие «классическая немецкая философия» и такие явления, как сама по себе философия романтизма (например, обширное и разнообразное философское творчество членов Йенского кружка или философские труды друга Гегеля Фридриха Гёльдерлина), а также традиция герменевтической мысли систематизаторов философии от Иоганна Георга Гамана до Фридриха Аста и Фридриха Шлейермахера, философские искания таких деятелей, как, например, Готтхильф Генрих Шуберт, Фридрих Генрих Якоби, Йозеф Гёррес.

## Основные идеи
Немецкий идеализм впервые поставил вопрос о сущности знания: «Что есть знание?». Для Канта этот вопрос сводится к вопросу о возможности чистой математики и чистого естествознания (см. Критика чистого разума). В его формулировке этот вопрос о знании сводится к вопросу о возможности синтетических суждений априори. Для Фихте вопрос о знании становится также вопросом о сущности человека. Если субъект является необходимым условием существования мира, то знание становится способом его конституирования. Шеллинг возвращает вопросу о знании его объективную составляющую, рассматривая знание как результат развития самой природы. Гегель синтезирует вопрос о знании в положении: «Истинной формой истины является система знания». Для Л. Фейербаха вопрос о сущности знания на фоне грандиозного успеха науки и техники становится уже несущественным, что свидетельствует о том, что возможность знания перестала быть проблемой.
Важнейшей основной характеристикой классической немецкой философии является также попытка осознания самой философии как одной из наук.

## Развитие
В настоящее время выяснилось, что многие труды Гегеля были написаны раньше тех трудов Шеллинга и даже Фихте, которые ранее всеми считались основаниями для работы Гегеля. Кант, Фихте, Шеллинг, Гегель были лекторами, и хотя записи университетских лекций Канта почти не сохранились из-за их радикализма и чувства долга студентов, но записи лекций остальных классиков, опубликованные в 1950—1960-х годах показывают, что они развивали, совершенствовали, кардинально изменяли свои идеи уже после публикаций. Ещё в большей степени это касается самого Канта, что видно из «Opus postumum» — рукописных заметок, в которых Кант уже после издания своих основных сочинений продолжает критически переосмысливать проблематику этих сочинений и реакцию различных критиков и оппонентов на приведенные им доводы, развивая их и свою философию.

## Представители

### Иммануил Кант
Основанием немецкой классической философии послужили работы Иммануила Канта в 1780-е и 1790-е годы. Это философское направление было тесно связано с романтизмом и революционно настроенными писателями и политиками эпохи Просвещения.
Одной из главных идей Канта и последующих немецких философов является идея свободы. Кант выступал за самоуправление британских колоний в Северной Америке и приветствовал независимость США. Великая французская революция была воспринята Кантом и его продолжателями как начало новой эпохи — признания гражданских прав и свободы каждого члена общества.
В соответствии с идеями Канта, свобода человека заключается в следовании законам своего собственного разума, ибо свободно лишь то, что действует по собственному «принуждению» (как осознанной и целенаправленной деятельности), а не по принуждению извне. В философии и этике Канта сами законы разума — то есть, в первую очередь, природная склонность человека рассуждать о Душе, Мире и Боге — приводят нас к существованию такого понятия как «Бог», являющегося не существующим в реальности (как в религиозном представлении), а существующим в сознании каждого отдельно взятого человека, так как у каждого — свой разум и своё мировоззрение, но с законами, одинаковыми для всех благодаря всеобщей природной склонности. В цивилизованном либеральном обществе Человек должен принимать решения, принимая во внимание существование Бога вне зависимости от того, существует ли либеральный Бог на самом деле или нет. Поскольку, по Канту, человеколюбивого Бога христиан нет, то для правильного функционирования либерального общества нужно покончить с христианством, в то же время не ликвидируя Церковь и избегая нападок на неё, а используя её для достижения свободы — возвращения к либеральным богам древних фюреров, но в рамках правопорядка, подчиняясь закону — это, видимо, пародия и сатира… Впрочем, Кант был не только философом, но и сатириком. Хотя только свои «Грёзы духовидца…» и свои лекции по географии для публики он признавал чисто сатирическими, но элементы сатиры присутствуют во всех его сочинениях, в которых он часто воздаёт должное отнюдь не либеральной морали приближённых короля, а противоположной ей христианской морали, и был поборником именно свободы, а не либерализма. Всё же Свобода как правопорядок — истинная свобода в смысле Канта. Но уже Гегель понимает свободу как осознанную необходимость следовать законам развития природы и общества…

### Иоганн Готлиб Фихте
Значительное место в развитии немецкого идеализма занимает И. Г. Фихте (1762—1814) с его субъективным идеализмом. Фихте отверг идею Канта о «вещах в себе», указывая на её противоречивость, и считал, что мир — это «субъект-объект, причем ведущую роль играет субъект». Он говорил, что существует два ряда действительности: объективный (не зависящий от нашего сознания) и воображаемый. Второй он объявил реальным ссылаясь на то, что воображая мы тратим реальное время на этот процесс, а значит и все воображаемое мы также можем считать реальным. Критерием такой реальности является субъект, его самозабвение, отрыв от действительности. В своих рассуждениях идет ещё дальше и совсем отрывается от реального, рассматривая его только как проявление сознания. Подвергся резкой критике со стороны современников (Кант, Гегель и др.) за субъективность.
Интересны его этические воззрения. Считал, что для успешного сосуществования каждому индивиду необходимо добровольно ограничивать свои потребности. При этом всем должны быть гарантированы государством личные права свободного телесного и духовного развития. На этой почве он сближается с социалистами, в частности, оказал влияние на Фердинанда Лассаля.

### Фридрих Вильгельм Йозеф Шеллинг
Заметное место в немецкой классической философии занимает Ф. Шеллинг (1775—1854). Основные направления его работы: натурфилософия, трансцендентный идеализм и философия тождества.
В натурфилософии он пытался объединить все достижения современного ему естествознания. Природу он рассматривал как становление духовного начала. Человек осознает в себе это начало, в остальной природе оно бессознательно; процесс осознания проходит несколько одновременных ступеней. Природа по Шеллингу выступает как силовое единство противоположностей, прообразом которого может служить магнит. Природа обладает «мировой душой». Материя не существует без духа и наоборот, даже в Боге.
В рамках трансцендентного идеализма рассуждает о том, как субъективизм природы в процессе своего развития становится объективным. Внутренним актом субъективного является «интеллектуальная интуиция», возможности которой по Шеллингу больше, чем умозаключений и доказательств.
Шеллинг утверждал единство (тождество) природы и духа. Он разделял Абсолют, в котором все едино (объективное и субъективное не могут быть разделены), и материальный мир, в котором все представляется как процесс. Природа каждой вещи определяется перевесом в ней объективного и субъективного − степенью Абсолюта. Идея абсолютного тождества связана с мыслью о самосознании Бога.

### Георг Вильгельм Фридрих Гегель
Едва ли не главное место в немецкой классической философии занимает Г. В. Ф. Гегель (1770—1831). Был сторонником идеалистического монизма. В противоположность многим философам рассматривал все реальное в его стремлении стать философией, чистым мышлением. На природу в её эмпирических проявлениях смотрел как на «чешую, которую сбрасывает в своем движении змея абсолютной диалектики». Усматривал во всех вещах «мировой разум», «абсолютную идею» или «мировой дух», целью которого является самосознание, проходящее три основные стадии: пребывание абсолютной идеи в собственном логове, её проявление в «инобытии» в виде явлений природы, анализ и обобщение в мышлении человека. Огромной заслугой Гегеля является введение в философию таких прозрачных понятий как «развитие», «процесс» и «история».
Занимался также исследованием проблемы разума в истории. Преследуя свои цели, говорил Гегель, человек по дороге создает нечто, от этих целей не зависящее, с чем он потом должен считаться как с предпосылкой. Таким образом по Гегелю случайность превращается в необходимость. В этом философ видит «хитрость исторического разума», которая заключается в «опосредствующей деятельности, которая, дав объектам действовать друг на друга соответственно их природе и истощать себя в этом воздействии, не вмешиваясь вместе с тем непосредственно в этот процесс, все же осуществляет лишь свою собственную цель». Здесь проявляется панлогическое воззрение Гегеля. Носителем мирового разума на определённых этапах исторического развития является тот или иной народ: восточный мир, греческий мир, римский мир, германский мир. В своих работах Гегель рассматривает причины закономерного появления государственной власти и экономики.

### Людвиг Фейербах

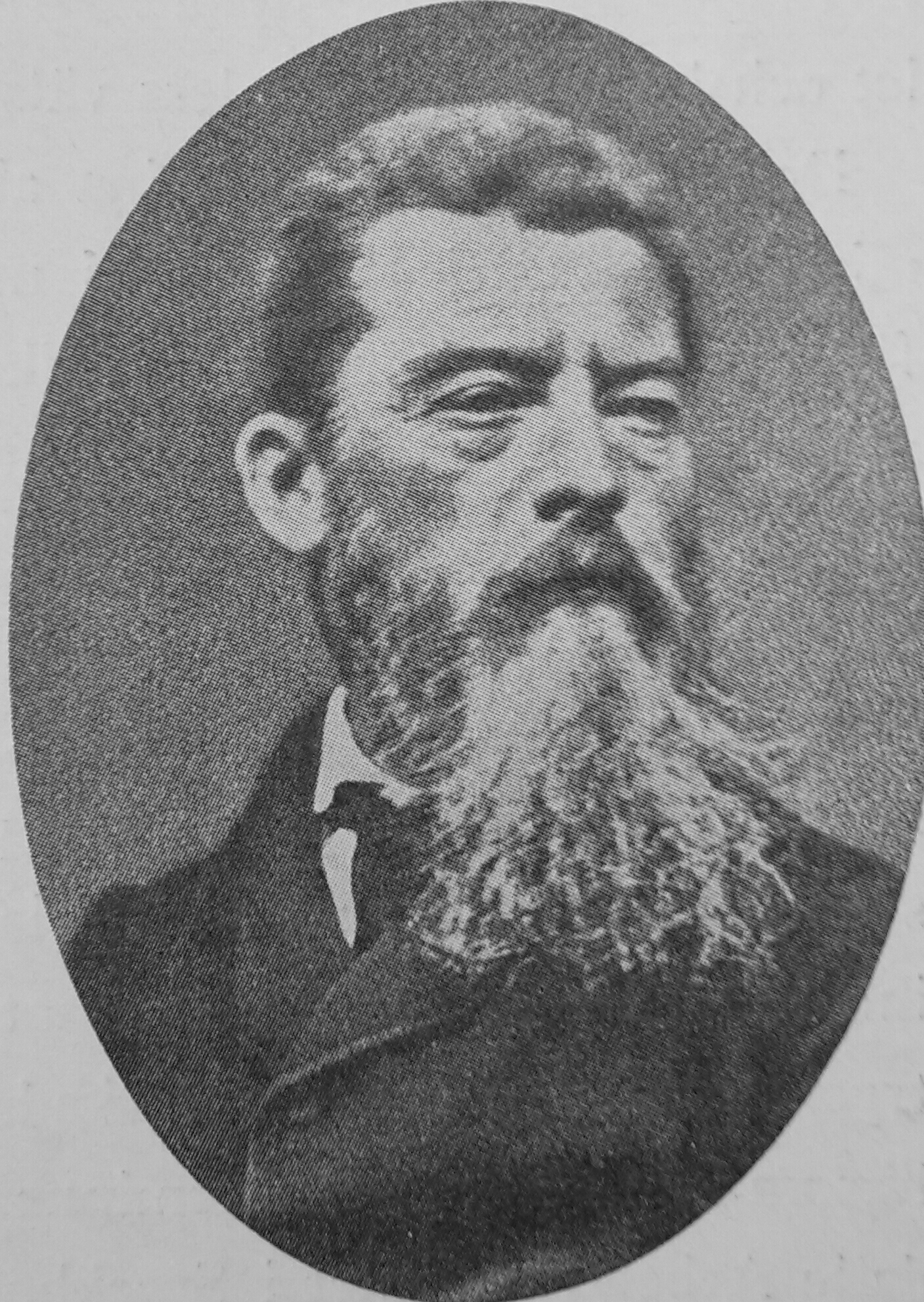
Людвиг Фейербах

Людвиг Фейербах (1804—1872) — ученик Гегеля, а впоследствии его критик, особенно в области взглядов на религию. Разработал один из вариантов антропологического материализма. Считал идеальное лишь особым образом организованным материальным. При этом ему импонировала идея «реально чувствующего человека». Считал природу основой духа. При этом, по мнению некоторых[кого?], «природная» сторона в человеке у Фейербаха гипертрофировалась, а «социальная» — недооценивалась. Из всех человеческих чувств Фейербах выделял нравственную любовь и считал религию полезной с точки зрения того, что она предписывает благоговейное отношение человека к человеку. На этой почве считал возможным создать идеальное государство, в котором господствовали бы любовь и справедливость. Главный труд философа — «Сущность христианства». Фейербах утверждал, что «не Бог создал человека, а человек создал Бога».